# Det Forenede Kongerige Storbritannien og Irland
|  | Denne artikel omhandler den historiske stat der bestod mellem 1801 og 1922/1927. For information om den nuværende stat, se Storbritannien. |
Det Forenede Kongerige Storbritannien og Irland var en stat som blev oprettet 1. januar 1801, da kongeriget Storbritannien og kongeriget Irland blev slået sammen. Den blev erstattet af Det Forenede Kongerige Storbritannien og Nordirland den 6. december 1922, da Den Irske Fristat blev oprettet gennem Den anglo-irske traktat. Den britiske monark fortsatte med at bruge titlen konge af Storbritannien og Irland indtil 1927.

## Baggrund
Irland blev styret af Englands og senere Storbritanniens konge fra 1171, først som lord af Irland og fra Henrik VIII som konge af Irland.
I 1798 blev et irsk oprør slået ned. Samtidig var der krise i det britiske monarki på grund af George IIIs mentale sygdom. I teorien kunne de to riger udnævne forskellige konger, eftersom de havde hver sin tronfølgelov, og for at sikre bedre kontrol blev de slået sammen i en union. Act of Union 1800 blev vedtaget af både Det irske parlament og Det britiske parlament. Den britiske regeringen gav irske parlamentsmedlemmer titler, ejendomme og pengegaver for at sikre støtte under behandlingen af lovforslaget. Nogle valgte at se på dette som kompensation for at de mistede deres parlamentspladser; mange af de irske valgkredse var rådne, og førte ofte store indtægter med sig. De fleste udenforstående, og senere de fleste historikere, tolker det som rene bestikkelser for at opnå noget som ellers ville være umuligt.

## Vilkårene
Vilkårene for sammenlægningen var at det irske parlament blev afskaffet, og Irland i stedet skulle være repræsenteret i Det britiske parlament i London. 
Det så en tid ud til at katolsk frigørelse ville blive gennemført, noget som ville have sikret støtte fra store dele af den katolske befolkning i Irland, men som det rent anglikanske parlament var stærkt i mod. Dette blev blokeret af kongen, som mente at det at give lige rettigheder til katolikkerne ville være et brud på hans kroningsed. 

## Det nye rige
Den katolske majoritet i den irske befolkning så i begyndelsen på ændringen som et fremskridt, fordi de så det irske parlament som en fjendtlig indstillet forsamling. Katolikker fik først sent stemmeret, mange så sent som i 1794, og de var ikke valgbare til parlamentet. Det katolske hierarki støttede også unionen. Men da Georg III valgte at blokkere muligheden for katolsk frigørelse undergravde dette støtte til unionen og førte til at begge sider i det irske samfund vendte sig mod den. 
I 1829 kom den katolske frigørelse atter i centrum efter en kampagne ledet af Daniel O'Connell, et parlamentsmedlem for Clare som ikke kunne aflægge Oath of Supremacy af religiøse grunde. Dette kom for sent til at det vækkede ny entusiasme for unionen; i stedet så den katolske befolkning det som det mest negative med det gamle parlamentet nu var fjernet, og man nu kunne genoprette et irsk parlament med deltagelse fra begge religiøse grupper. Dermed fulgte fra 1829 et stadig stærkere krav om et eget irsk parlament. Denne kampagne lykkedes ikke; unionen blev ophævet af andre grunde. 
Senere irske ledere, som Charles Stewart Parnell, drev kampagner for en anden styreform, Home Rule, hvor Irland ville være en autonom enhed indenfor kongeriget. Dette blev næsten opnået under statsminister William Ewart Gladstone i 1880'erne, men forslaget blev nedstemt i parlamentet, og sagen blev lagt i dvale da de konservative kom til magten. Den stadige udsættelse af spørgsmålet var en grobund for øget politisk vold og et krav om fuld uafhængighed. 

## Sammenbruddet
I 1919 oprettede parlamentsmedlemmer fra Sinn Féin et uofficielt og uafhængig irsk parlament i Dublin, Dáil Éireann, med Éamon de Valera som parlamentspræsident. Dette var en af faktorene som udløste den irske uafhængighedskrig som varede fra 1919 til 1921. Den 23. december 1920, under krigen, pressede den britiske regering i hastefart Government of Ireland Act 1920 i gennem, som delte Irland i to provinser, kaldet Nordirland og Sydirland. Den 6. december 1922 blev de to formelt skilt fra hinanden, med seks nordlige grevskaber som indgik i Det Forenede Kongerige Storbritannien og Nordirland, og de 26 andre grevskaber i Den Irske Fristat. 
Det Forenede Kongerige Storbritannien og Irland var dermed formelt set opløst, men navnet blev fortsat brugt indtil 1927, da det blev ændret til Storbritannien og Nordirland gennem Royal and Parliamentary Titles Act 1927.

## Arven fra unionen
Selv om Fristaten og Det forenede kongerige var politisk uafhængige af hinanden fra 1922 forblev de to stater sammenflettet på mange punkter. Blandt andet er det fortsat sådan at borgere i Nordirland kan vælge om de vil være borgere i begge stater, og kan have to pas. 
Indtil 1979 var det irske pund direkte knyttet til det britiske pund, og begge valutaer blev desimaliseret i 1971. Møntene var også af samme størrelse indtil den nye britiske 20 pence-mønt blev indført i 1982. 
Den britiske monark fortsatte også som konge af Irland indtil oprettelsen af Republikken Irland i 1948.
51°30′26″N 0°07′39″V / 51.507222°N 0.1275°V